# Bystraja (affluente del Severskij Donec)
La Bystraja (in russo Быстрая?) è un fiume della Russia europea (Oblast' di Rostov), affluente di sinistra del Severskij Donec.

## Descrizione
Nasce su piccole colline a nord di Morozovsk. Già nella parte alta presenta un'estesa vallata con un'ampia golena. Il fiume è tortuoso e ha una corrente costante. Scorre dapprima in direzione nord-occidentale, ma dopo essersi fusa con il suo affluente destro, la Gnilaja (lunga 92 km), gira quasi ad angolo retto verso sud-ovest. La larghezza del fiume nei periodi di siccità è di 30-40 m, con l'acqua alta raggiunge i 120 m. Sfocia nel Severskij Donec a 84 km dalla foce. Ha una lunghezza di 218 km, l'area del suo bacino è di 4 180 km².
Attraversia le città di Morozovsk e Žirnov.